# Esztergomi Várszínház
Az Esztergomi Várszínház Esztergom egyetlen, szabadtéri színháza, ami a vár déli végében, az úgynevezett Budai toronynál működik.

## Története

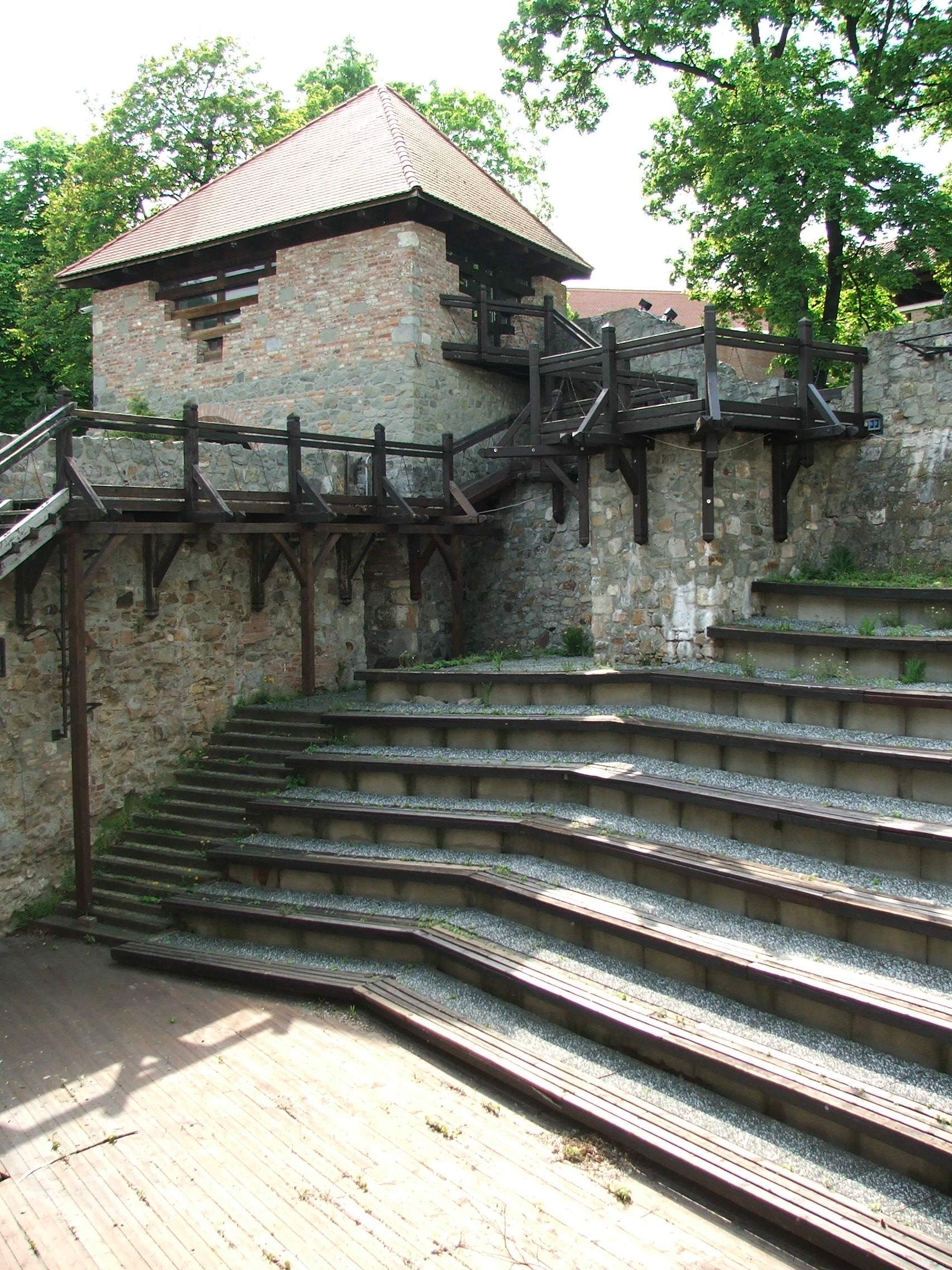
A nézőtér, 2008

Az esztergomi színjátszás négyszáz éves múltra tekint vissza. Előadásokat már a török időkben is tartottak. Feljegyzések szerint Claudio Monteverdi, a mantovai herceg udvari zeneszerzője és muzsikusa 1595-ben Esztergomban járt. A várban tartózkodó itáliai színészek a győztes török elleni csaták után zenés előadásokkal szórakoztatták a magyar katonákat. A török kiűzése után, 1745-ben a bencés gimnázium diákjai tartottak előadásokat. Állandó színházi társulata nem volt a városnak, de számos vándorszínház látogatott el Esztergomba. A 19. század elején nyaranta rendszeresen léptek fel színtársulatok. A 20. század folyamán több kísérlet is történt egy igényes színház megalapítására. Például Babits Mihály – akinek Esztergomban volt a nyaralója – javasolta először, hogy rendezzenek a vár, és a bazilika környékén nyári játékokat. A következő komolyabb előadás a Szent István emlékévben, 1938-ban volt, amikor gazdag díszletezéssel adták elő a Szent István dicsérete című darabot. Az Esztergomi Várszínház végül is 1962-ben alakult meg, bár ekkor még csak más városok színtársulatai mutattak be előadásokat. A vár felújítása már úgy történt, hogy itt kaphasson helyet az új színház, ami 1990 óta működik jelenlegi helyén a Budai toronyban, ami egy várfalakkal övezett katlan. A színpad a régi török temető helyén található, 80 m²-es, befogadóképessége 250 néző. A nagyszínpad, a bazilika harangtornya és az alapszínpad erkélye közötti terület, mérete 164 m², befogadóképessége kb. 1500 néző. A nyár folyamán a Vízivárosban szoktak ideiglenesen nagyszínpadot állítani. A Várszínház társulata 2006-ban kezdte meg tizennyolcadik évadját.

## Műsorai

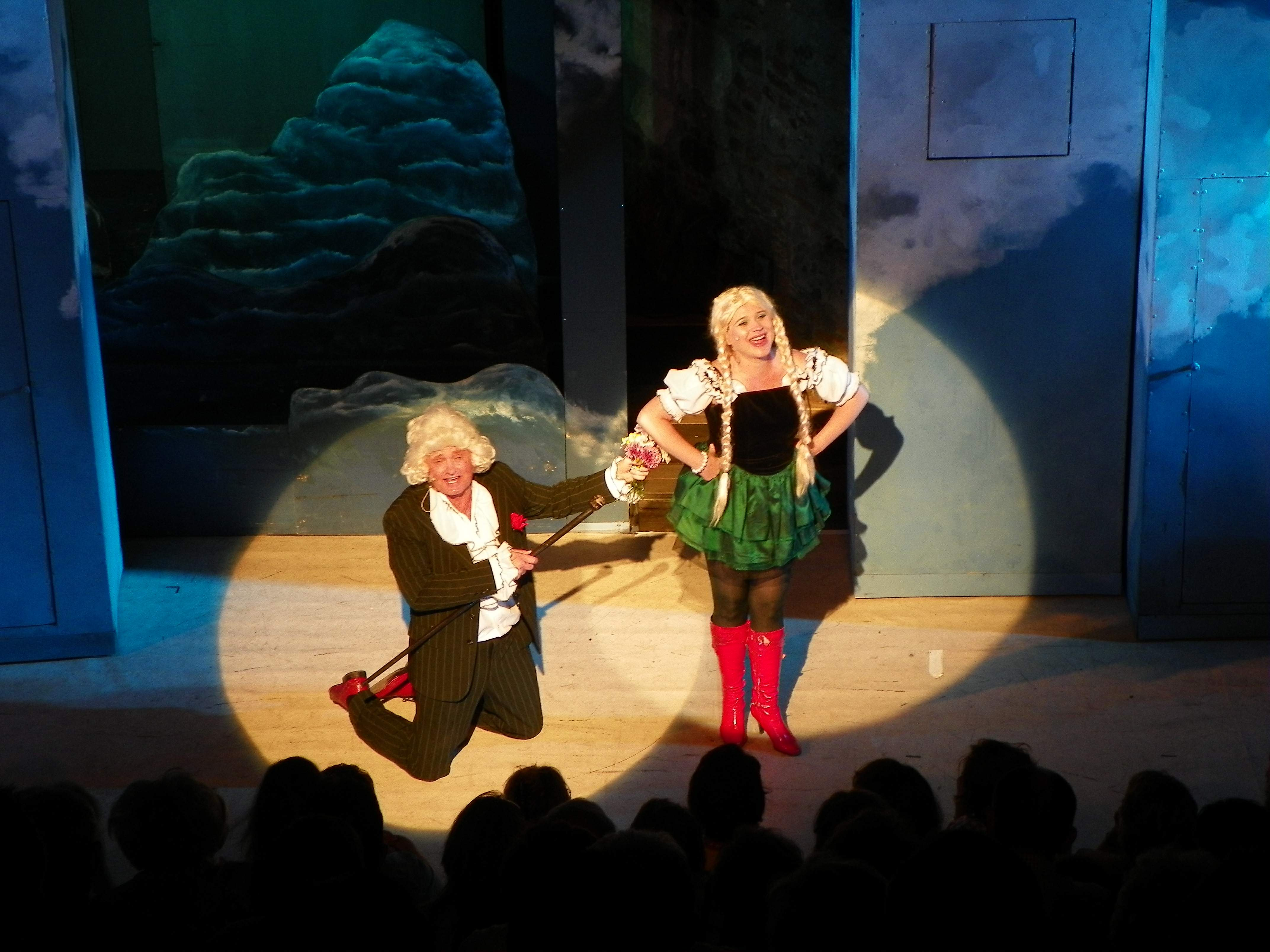
Az Anconai szerelmesek c. darab előadása, 2011

A szezon minden nyáron júniustól augusztus végéig tart. A színház nagy hangsúlyt fektet a különböző nemzetek kultúrájának bemutatására, évente hív meg határon túli magyar színházakat, együtteseket, társulatokat, illetve a gyerekeknek megrendezi a Bábtábort is. A műsor visszatérő eleme a Várszerdák elnevezésű programsorozat. A Várszínház évtizedes, országosan elismert tevékenységet folytat, amit igazol az utóbbi években elnyert állami pályázati támogatások sokasága. Az előadások szerdánként és hétvégente zajlanak a nyári időszakban, rendszerint teltházzal.

## Külső hivatkozások
- A Várszínház honlapja
- A Várszínház a vendégvárón

Koordináták: é. sz. 47° 47′ 54″, k. h. 18° 44′ 14″47.798333°N 18.737333°E